# Anomis fractifera
Anomis fractifera är en fjärilsart som beskrevs av Walker 1857. Anomis fractifera ingår i släktet Anomis och familjen nattflyn. Inga underarter finns listade i Catalogue of Life.